# Босфорский университет
Босфо́рский университе́т (тур. Boğaziçi Üniversitesi) — турецкое высшее учебное заведение, расположенное на европейской стороне пролива Босфор в городе Стамбуле. Основан в 1863 году Сириусом Хэмлином и Кристофером Робертом. Является первым американским высшим учебным заведением, основанным за пределами США. Входит в европейскую ассоциацию университетов Утрехтская сеть и ассоциацию средиземноморских университетов. На сегодняшний день самый престижный университет Турции. По версии Times Higher Education входит в 600 лучших университетов мира. Обучение ведётся полностью на английском языке.

## Известные выпускники
- Акюнер, Шевки — турецкий финансист.
- Фахрие Эвджен — турецкая актриса
- Аксой, Саадет — турецкая актриса
- Аслым, Айлин — турецкая певица, автор песен, актриса, активная участница кампаний, защищающих женские права, поддерживает организацию Гринпис
- Гюль, Фарук[англ.] — профессор факультета экономики Принстонского университета
- Гюльсой, Мурат[англ.] — турецкий писатель
- Джейлан, Нури Бильге — турецкий кинорежиссёр, кинооператор, фотохудожник
- Йылдыз, Ахмет — профессор физики и цитологии в Калифорнийском университете Беркли
- Йылдыз, Мухамет — профессор Массачусетского Технологического Института, факультет экономики
- Гедик, Нух — профессор Массачусетского Технологического Института, факультет физики
- Сабанджи, Гюлер — генеральный директор «Сабанджи Холдинг»
- Эргин, Халук — ассистент-профессор в Калифорнийском университете в Беркли, факультет экономики
- Ялчиндаг, Арзухан — турецкая женщина-предприниматель, руководитель компании «Доган Холдинг»
- Ярдым, Умит — турецкий дипломат.